# Coonamble Shire
Koordinaten: 30° 57′ S, 148° 24′ O

Coonamble Shire ist ein lokales Verwaltungsgebiet (LGA) im australischen Bundesstaat New South Wales. Das Gebiet ist 9.916,1 km² groß und hat etwa 3.700 Einwohner.
Coonamble liegt in der North-Western-Region etwa 530 km nordwestlich der Metropole Sydney. Das Gebiet umfasst 24 Ortsteile und Ortschaften: Billeroy, Black Hollow, Bourbah, Combara, Conimbia, Coonamble, Gilgooma, Gungalman, Macquarie Marshes, Magometon, Nebea, Pine Grove, Quambone, Quanda, Teridgerie, Tooloon, Urawilkie, Wingadee sowie Teile von Armatree, Carinda, Gulargambone, Mount Tenandra, Pilliga und Warrumbungle. Der Sitz des Shire Councils befindet sich in Coonamble im Zentrum der LGA, wo etwa 2.650 Einwohner leben.

## Verwaltung
Der Coonamble Shire Council hat neun Mitglieder, die von den Bewohnern der LGA gewählt werden. Coonamble ist nicht in Bezirke untergliedert. Aus dem Kreis der Councillor rekrutiert sich auch der Mayor (Bürgermeister) des Councils.
Vor 2008 war das Shire in drei Wards unterteilt, aus denen die Councillor kamen (je drei Councillor aus A, B und C Ward). Diese drei Bezirke waren unabhängig von den Ortschaften festgelegt. 2008 wurden die Wards aufgelöst und die Zahl der Ratsmitglieder auf sieben gesenkt, die von allen Bewohnern gewählt wurden. 2021 wurde die Zahl der Councillor wieder auf neun erhöht.